# Nekrolog Juni 2007
Nekrolog
◄◄
| ◄
| 2003
| 2004
| 2005
| 2006
| 2007 | 2008 | 2009 | 2010 | 2011 | ► | ►►
Januar |
Februar |
März |
April |
Mai |
Juni |
Juli |
August |
September |
Oktober |
November |
Dezember 2007
Weitere Ereignisse | Allgemeiner Nekrolog 2007
Die Beschreibung der verstorbenen Person sollte so kurz wie möglich gehalten sein und nur deren signifikante Tätigkeit(en) enthalten.
Neue Namen ggf. auch unter dem Geburts- und Sterbedatum, also etwa unter 1. Januar und im Geburts- und Sterbejahr (2024) eintragen (nur bei entsprechender großer Wichtigkeit). Für Beispiele siehe die schon vorhandenen Artikel.
Außerdem über die fünf zuletzt Verstorbenen, zu denen es einen ausreichend guten Artikel für eine Präsentation auf der Hauptseite gibt, nach der todesbedingten Überarbeitung der Artikel ggf. auch unter Wikipedia Diskussion:Hauptseite informieren und sie am besten auch in den anderen Wikipedia-Sprachversionen eintragen. Tipp: Regelmäßig bei news.google.de nach „ist tot“, „gestorben“ oder „verstorben“ suchen.
Wenn eine Person gestorben ist, gibt es viele Seiten zu dieser Person in der Wikipedia, die davon auch betroffen sind und entsprechend aktualisiert werden müssen. Beispiele: Namenübersichtsseite, Geburtsjahr, Geburtsort-Seiten und viele mehr.
Wie finde ich die betroffenen Seiten?
Im Suchfeld auf der linken Seite gibt man den Suchbegriff so ein: „Vorname Nachname“. Dann klickt man auf Volltext und alle Seiten mit entsprechendem Suchtext werden aufgerufen. Hier sieht man dann schnell, wo auch das Todesjahr Sinn macht oder sogar ein Teil des Artikels angepasst werden muss. Auch hilft das „Werkzeug“ auf der linken Seite sehr gut, um solche Seiten aufzufinden: „Links auf diese Seite“. Somit ist die Wikipedia wieder aktuell in allen Bereichen! Hinweis: bei Eintragung der Kategorie „Gestorben JAHR“ wird der Missbrauchsfilter 49 ausgelöst, was jedoch nicht schlimm ist. Siehe: Spezial:Missbrauchsfilter/49
Dies ist eine Liste von im Juni 2007 verstorbenen bekannten Persönlichkeiten. Die Einträge erfolgen innerhalb der einzelnen Daten alphabetisch sortiert. Tiere sind im Nekrolog für Tiere zu finden.

## Juni
| Tag      | Name                                   | Beruf, bekannt als                                                                                              | Alter | Beleg |
| -------- | -------------------------------------- | --- | ----- | ----- |
| 1. Juni  | Warren M. Anderson                     | US-amerikanischer Soldat, Rechtsanwalt und Politiker                                                            | 91    |       |
| 1. Juni  | Jan Beneš                              | tschechischer Dichter und Dissident                                                                             | 71    |       |
| 1. Juni  | Augustine Cheong Myong-jo              | südkoreanischer Geistlicher, Bischof von Busan                                                                  | 82    |       |
| 1. Juni  | Ernest Hofstetter                      | Schweizer Bergsteiger                                                                                           | 95    |       |
| 1. Juni  | Ludwig Kowald                          | österreichischer Politiker (ÖVP)                                                                                | 68    |       |
| 1. Juni  | Hans Walter Krumwiede                  | deutscher Theologe, Professor für Neuere Kirchengeschichte                                                      | 85    |       |
| 1. Juni  | Manfred Wolf                           | deutscher Rechtswissenschaftler                                                                                 | 68    |       |
| 2. Juni  | Marion Francis Forst                   | US-amerikanischer Geistlicher, Bischof des Bistums Dodge City und Weihbischof im Erzbistum Kansas City in Ka... | 96    |       |
| 2. Juni  | Kentarō Haneda                         | japanischer Komponist und Klavierspieler                                                                        | 58    |       |
| 2. Juni  | Wolfgang Hilbig                        | deutscher Schriftsteller                                                                                        | 65    |       |
| 2. Juni  | Huang Ju                               | chinesischer Politiker und Vizepremier der Volksrepublik China                                                  | 68    |       |
| 3. Juni  | Richard Attipoe                        | togoischer Politiker und Minister für Sport                                                                     | 50    |       |
| 3. Juni  | Iván Darvas                            | ungarischer Schauspieler und Abgeordneter                                                                       | 81    |       |
| 3. Juni  | Earl Hogan                             | US-amerikanischer Politiker                                                                                     | 87    |       |
| 3. Juni  | Bedřich Janáček                        | tschechischer Organist, Komponist und Musikpädagoge                                                             | 87    |       |
| 3. Juni  | James Kelsey                           | US-amerikanischer Bischof der Episcopal Diocese of Northern Michigan                                            | 54    |       |
| 3. Juni  | André Lanly                            | französischer Romanist, Linguist und Literaturwissenschaftler                                                   | 96    |       |
| 3. Juni  | Josef Thelen                           | deutscher Fußballspieler                                                                                        | 66    |       |
| 4. Juni  | Clete Boyer                            | US-amerikanischer Baseballspieler der New York Yankees                                                          | 70    |       |
| 4. Juni  | Bill France junior                     | US-amerikanischer Rennfahrer, Präsident von NASCAR                                                              | 74    |       |
| 4. Juni  | Alain Le Ray                           | französischer General und Widerstandskämpfer                                                                    | 96    |       |
| 4. Juni  | Josef Lederer                          | australischer Optometrist                                                                                       |       |       |
| 4. Juni  | Hans-Dieter Leuenberger                | Schweizer Esoteriker                                                                                            | 75    |       |
| 4. Juni  | Erica Mann                             | österreichisch-britische Architektin und Stadtplanerin                                                          |       |       |
| 4. Juni  | Sid Ali Melouah                        | algerischer Comiczeichner und Karikaturist                                                                      | 57    |       |
| 4. Juni  | Fritz Münzer                           | deutscher Jazzsaxophonist                                                                                       | 72    |       |
| 4. Juni  | Hans-Dieter Schmidt                    | deutscher Psychologe                                                                                            | 80    |       |
| 4. Juni  | Freddie Scott                          | US-amerikanischer Sänger                                                                                        | 74    |       |
| 4. Juni  | Willibald Stanek                       | österreichischer Eishockeyspieler                                                                               | 93    |       |
| 4. Juni  | Craig L. Thomas                        | US-amerikanischer Politiker                                                                                     | 74    |       |
| 5. Juni  | André David                            | französischer Komponist                                                                                         | 85    |       |
| 5. Juni  | Fryderyk Gabowicz                      | deutscher Fotograf                                                                                              | 60    |       |
| 5. Juni  | Ernst Meyer                            | deutscher Pädagoge                                                                                              | 86    |       |
| 5. Juni  | Povel Ramel                            | schwedischer Musiker                                                                                            | 85    |       |
| 5. Juni  | Zakia Zaki                             | afghanische Radioreporterin                                                                                     |       |       |
| 6. Juni  | James Halliday                         | englischer Gewichtheber                                                                                         | 89    |       |
| 6. Juni  | Heinz Lemmermann                       | deutscher Komponist, Musikpädagoge und Hochschullehrer                                                          | 76    |       |
| 6. Juni  | Peter Schermuly                        | deutscher Maler                                                                                                 | 79    |       |
| 6. Juni  | Kim Tolliver                           | US-amerikanische Soulsängerin                                                                                   | 69    |       |
| 7. Juni  | Roger Armstrong                        | US-amerikanischer Comiczeichner                                                                                 | 89    |       |
| 7. Juni  | Ferenc Csősz                           | ungarischer Kunstmaler und Bildhauer                                                                            | 85    |       |
| 7. Juni  | Wilhelm Föllmer                        | deutscher Gynäkologe                                                                                            | 98    |       |
| 7. Juni  | Doris Grimm                            | deutsche Apothekerin und Fachautorin                                                                            |       |       |
| 7. Juni  | Gilbert Gude                           | US-amerikanischer Politiker                                                                                     | 84    |       |
| 7. Juni  | Sahar al-Haidari                       | irakische Journalistin                                                                                          | 44    |       |
| 7. Juni  | Michael Hamburger                      | deutsch-britischer Lyriker, Essayist, Literaturkritiker und Übersetzer                                          | 83    |       |
| 7. Juni  | Stephen Hays Jecko                     | US-amerikanischer Bischof                                                                                       | 67    |       |
| 7. Juni  | Frederick Putnam                       | US-amerikanischer Bischof                                                                                       | 89    |       |
| 8. Juni  | Horst Ihlenfeld                        | deutscher Leichtathlet                                                                                          | 80    |       |
| 8. Juni  | Günther Ludwig                         | deutscher theoretischer Physiker                                                                                | 89    |       |
| 8. Juni  | Nellie Lutcher                         | US-amerikanische R&B-Sängerin und -Pianistin                                                                    | 94    |       |
| 8. Juni  | Aden Abdullah Osman Daar               | somalischer Präsident                                                                                           |       |       |
| 8. Juni  | Adrian Pintea                          | rumänischer Schauspieler                                                                                        | 52    |       |
| 8. Juni  | Bogomil Rainow                         | bulgarischer Schriftsteller                                                                                     | 87    |       |
| 8. Juni  | Heinrich Richter                       | deutscher Grafiker und Maler                                                                                    | 87    |       |
| 8. Juni  | Richard Rorty                          | US-amerikanischer Philosoph                                                                                     | 75    |       |
| 8. Juni  | Jürgen Ulrich                          | deutscher Komponist und Hochschullehrer                                                                         | 67    |       |
| 8. Juni  | Gerhard Wuensch                        | österreichisch-kanadischer Komponist, Musikwissenschaftler und Pianist                                          | 81    |       |
| 9. Juni  | Rudolf Arnheim                         | deutsch-US-amerikanischer Medienwissenschaftler und Kunstpsychologe                                             | 102   |       |
| 9. Juni  | Alma Beltran                           | mexikanische Schauspielerin                                                                                     | 87    |       |
| 9. Juni  | Hans-Günter Butz                       | deutscher Bobsportler                                                                                           | 68    |       |
| 9. Juni  | Hans Joachim Einbrodt                  | deutscher Arzt, Hygieniker und Hochschullehrer                                                                  | 79    |       |
| 9. Juni  | Walter Hase                            | deutscher Forstbeamter und Historiker                                                                           | 101   |       |
| 9. Juni  | Franz Hubmann                          | österreichischer Fotograf und Fotojournalist                                                                    | 92    |       |
| 9. Juni  | Udo Lehmann                            | deutscher Wasserballspieler und -manager                                                                        | 64    |       |
| 9. Juni  | Beverly Michaels                       | US-amerikanische Schauspielerin                                                                                 | 78    |       |
| 9. Juni  | Ousmane Sembène                        | afrikanischer Humanist, Schriftsteller und Filmregisseur                                                        | 84    |       |
| 10. Juni | Heinrich Häusler                       | österreichischer Geologe                                                                                        | 88    |       |
| 10. Juni | Franz Rabl                             | österreichischer Politiker                                                                                      | 79    |       |
| 10. Juni | Taizō Yokoyama                         | japanischer Comiczeichner und Karikaturist                                                                      | 90    |       |
| 10. Juni | Jacques Gauthé                         | französischer Jazzmusiker                                                                                       | 67    |       |
| 11. Juni | Stack Bundles                          | US-amerikanischer Rapper                                                                                        |       |       |
| 11. Juni | Gyula Dobay                            | ungarischer Schwimmer                                                                                           | 69    |       |
| 11. Juni | Dschamal Abu al-Dschadyan              | palästinensischer Politiker und Mitbegründer der al-Aqsa-Märtyrer-Brigaden                                      |       |       |
| 11. Juni | Tito Gómez                             | puerto-ricanischer Musiker                                                                                      | 59    |       |
| 11. Juni | Christopher R. Kaldor                  | US-amerikanischer Schauspieler                                                                                  | 52    |       |
| 11. Juni | Joe Kamel                              | italienischer Schauspieler                                                                                      | 73    |       |
| 11. Juni | Ursula Krieg-Helbig                    | deutsche Schauspielerin und Malerin                                                                             | 83    |       |
| 11. Juni | Günter Meinardus                       | deutscher Mathematiker                                                                                          | 81    |       |
| 11. Juni | Mala Powers                            | US-amerikanische Schauspielerin                                                                                 | 75    |       |
| 11. Juni | Louise Buenger Robbert                 | US-amerikanische Historikerin und Numismatikerin                                                                | 81    |       |
| 11. Juni | Stack Bundles                          | US-amerikanischer Rapper                                                                                        | 24    |       |
| 11. Juni | Wolfgang Zoubek                        | deutscher Komponist und Organist                                                                                | 62    |       |
| 12. Juni | Donald D. Clancy                       | US-amerikanischer Politiker                                                                                     | 85    |       |
| 12. Juni | Wally Herbert                          | schottischer Polarforscher                                                                                      | 72    |       |
| 12. Juni | Isi ter Jung                           | deutsche Schauspielerin                                                                                         | 64    |       |
| 12. Juni | Flavio Maspoli                         | Schweizer Politiker                                                                                             | 57    |       |
| 12. Juni | Marcelo Mendiharat Pommies             | französischer Geistlicher, Bischof von Salto                                                                    | 93    |       |
| 12. Juni | Guy de Rothschild                      | französischer Bankier und Industrieller                                                                         | 98    |       |
| 12. Juni | Paul Thompson                          | britischer Sinologe                                                                                             | 76    |       |
| 13. Juni | Hussein Dokmak                         | libanesischer Fußballspieler                                                                                    | 24    |       |
| 13. Juni | Walid Eido                             | libanesischer Politiker                                                                                         | 65    |       |
| 13. Juni | Ramchandra Gandhi                      | indischer Philosoph und Autor                                                                                   | 70    |       |
| 13. Juni | Kunrat von Hammerstein-Equord          | deutscher Offizier und 1944 Beteiligter am Staatsstreich gegen Adolf Hitler                                     | 88    |       |
| 13. Juni | David Hatch                            | britischer Produzent und Manager                                                                                | 68    |       |
| 13. Juni | Oskar Morawetz                         | kanadischer Komponist                                                                                           | 90    |       |
| 13. Juni | Claude Netter                          | französischer Florettfechter                                                                                    | 82    |       |
| 13. Juni | Néstor Rossi                           | argentinischer Fußballspieler und -trainer                                                                      | 82    |       |
| 13. Juni | Hans Schumm                            | deutscher Kommunalpolitiker                                                                                     | 79    |       |
| 13. Juni | Juan Toro                              | chilenischer Fußballspieler                                                                                     | 76    |       |
| 13. Juni | Jörg Treptow                           | deutscher Musiker (The Teens)                                                                                   | 45    |       |
| 14. Juni | Ruth Bell Graham                       | US-amerikanische Ehefrau des Erweckungspredigers Billy Graham                                                   | 87    |       |
| 14. Juni | Theodor Herr                           | deutscher Theologe und Sozialethiker                                                                            | 77    |       |
| 14. Juni | Martin McKay                           | irischer Radrennfahrer                                                                                          | 86    |       |
| 14. Juni | Ulrich Schreiber                       | deutscher Musik- und Theaterkritiker sowie Autor                                                                | 71    |       |
| 14. Juni | François Silvant                       | Schweizer Kabarettist                                                                                           | 57    |       |
| 14. Juni | Jacques Simonet                        | belgischer Politiker                                                                                            | 43    |       |
| 14. Juni | Alex Thomson                           | britischer Kameramann                                                                                           | 78    |       |
| 14. Juni | Peter Ucko                             | britischer Anthropologe und Archäologe                                                                          | 68    |       |
| 14. Juni | Kurt Waldheim                          | österreichischer Politiker, Generalsekretär der Vereinten Nationen, Bundespräsident von Österreich              | 88    |       |
| 15. Juni | Jocco Abendroth                        | deutscher Sänger und Gitarrist                                                                                  | 53    |       |
| 15. Juni | Giuseppe Alberigo                      | italienischer Theologe und Kirchenhistoriker                                                                    | 81    |       |
| 15. Juni | Hugo Pastor Corro                      | argentinischer Boxer                                                                                            | 53    |       |
| 15. Juni | Jacques Géry                           | französischer Ichthyologe und Wissenschaftler                                                                   |       |       |
| 15. Juni | Sherri Martel                          | US-amerikanische Profi-Wrestlerin                                                                               | 49    |       |
| 15. Juni | Hermann Proske                         | deutscher Politiker (SPD), MdL                                                                                  | 78    |       |
| 15. Juni | Karl Stoiser                           | österreichischer Politiker (SPÖ)                                                                                | 83    |       |
| 15. Juni | Vojmir Vinja                           | kroatischer Linguist, Romanist und Hispanist                                                                    |       |       |
| 16. Juni | M. Robert Aaron                        | US-amerikanischer Elektroingenieur                                                                              | 84    |       |
| 16. Juni | Robin Beard                            | US-amerikanischer Politiker                                                                                     | 67    |       |
| 16. Juni | Norman Hackerman                       | US-amerikanischer Chemiker und Universitätspräsident                                                            | 95    |       |
| 16. Juni | Hans Krenn                             | österreichischer Künstler                                                                                       | 75    |       |
| 16. Juni | Mohammad Fazel Lankarani               | schiitischer Geistlicher                                                                                        |       |       |
| 16. Juni | Washington Poyet                       | uruguayischer Basketballspieler                                                                                 | 68    |       |
| 16. Juni | Jean-Pierre Seguin                     | französischer Romanist und Sprachwissenschaftler                                                                |       |       |
| 16. Juni | Uwe Thaysen                            | deutscher Politikwissenschaftler                                                                                | 66    |       |
| 16. Juni | Jürgen Weber                           | deutscher Bildhauer                                                                                             | 79    |       |
| 17. Juni | Dschamal ad-Din Abd al-Karim ad-Dabban | sunnitischer Geistlicher                                                                                        |       |       |
| 17. Juni | Günther Bachthaler                     | deutscher Pflanzenbauwissenschaftler und Herbologe                                                              | 80    |       |
| 17. Juni | Claude Bridel                          | Schweizer evangelischer Geistlicher und Hochschullehrer                                                         | 84    |       |
| 17. Juni | Angelo Felici                          | italienischer Kardinal                                                                                          | 87    |       |
| 17. Juni | Gianfranco Ferré                       | italienischer Modedesigner und Unternehmer                                                                      | 62    |       |
| 17. Juni | Durval Ferreira                        | brasilianischer Gitarrist und Komponist                                                                         | 72    |       |
| 17. Juni | José Abílio Osório Soares              | osttimoresischer Politiker, letzter indonesischer Gouverneur von Osttimor                                       | 60    |       |
| 17. Juni | Kyrill von Pittsburgh                  | bulgarischer Erzbischof                                                                                         | 87    |       |
| 18. Juni | John William Barber                    | US-amerikanischer Tuba-Spieler                                                                                  | 87    |       |
| 18. Juni | Vilma Espín                            | kubanische Politikerin                                                                                          | 77    |       |
| 18. Juni | Pablo Estramín                         | uruguayischer Musiker                                                                                           | 47    |       |
| 18. Juni | Kenneth Franklin                       | US-amerikanischer Astronom                                                                                      | 84    |       |
| 18. Juni | Efrain Guigui                          | US-amerikanischer Dirigent                                                                                      | 81    |       |
| 18. Juni | Hans Lange                             | grönländischer Musiker und Komponist                                                                            | 41    |       |
| 18. Juni | Tung-Hua Lin                           | chinesisch-US-amerikanischer Ingenieur                                                                          | 96    |       |
| 18. Juni | Emil Tocaci                            | rumänischer Wissenschaftler und Politiker                                                                       | 73    |       |
| 19. Juni | Antonio Aguilar                        | mexikanischer Schauspieler und Sänger, Schriftsteller und Produzent                                             | 88    |       |
| 19. Juni | José Luis Cantero                      | spanischer Sänger                                                                                               | 69    |       |
| 19. Juni | Marcelino García Paniagua              | mexikanischer Unternehmer, Politiker und Fußballfunktionär                                                      | ≈78   |       |
| 19. Juni | Ernst Giencke                          | deutscher Luft- und Raumfahrtingenieur                                                                          | 82    |       |
| 19. Juni | Antanas Karoblis                       | litauischer Politiker                                                                                           | 66    |       |
| 19. Juni | Eugenio Miccini                        | italienischer Dichter, Künstler                                                                                 | 81    |       |
| 19. Juni | Rudolf Reinhardt                       | deutscher Theologe und Kirchenhistoriker                                                                        | 79    |       |
| 19. Juni | Se’ew Schiff                           | israelischer Journalist                                                                                         | 73    |       |
| 19. Juni | Hans Wenking                           | deutscher Physiker und Erfinder des Wenking – Potentiostaten                                                    | 83    |       |
| 19. Juni | Klausjürgen Wussow                     | deutscher Schauspieler                                                                                          | 78    |       |
| 20. Juni | Donna King Conkling                    | US-amerikanische Sängerin                                                                                       | 88    |       |
| 20. Juni | Luciano Damiani                        | italienischer Bühnenbildner                                                                                     | 83    |       |
| 20. Juni | Marianne Ebner                         | banatschwäbische Heimat- und Mundartdichterin                                                                   | 87    |       |
| 20. Juni | Werner Ellerkmann                      | deutscher Jurist, Wissenschaftsmanager Kernforschung                                                            | 77    |       |
| 20. Juni | J.B. Handelsman                        | US-amerikanischer Zeichner                                                                                      | 85    |       |
| 20. Juni | Wolfgang Henning                       | deutscher Fußballschiedsrichter in der DDR                                                                      | 64    |       |
| 20. Juni | Sonnhilde Kallus                       | deutsche Skirennläuferin                                                                                        | 71    |       |
| 20. Juni | Nazik al-Mala'ika                      | irakische Dichterin                                                                                             | 84    |       |
| 20. Juni | Hans Joachim Müller                    | deutscher Zoologe und Entomologe                                                                                | 95    |       |
| 20. Juni | Hans-Jürgen Stutzer                    | deutscher Verwaltungsbeamter und Politiker (CDU), MdB                                                           | 81    |       |
| 21. Juni | James Carson                           | US-amerikanischer Old-Time- und Country-Musiker                                                                 | 89    |       |
| 21. Juni | Georg Danzer                           | österreichischer Liedermacher und Sänger                                                                        | 60    |       |
| 21. Juni | Horst Gehann                           | deutscher Komponist, Dirigent, Organist, Cembalist, Musikverleger                                               | 78    |       |
| 21. Juni | Erhard Köster                          | deutscher Schauspieler und Synchronsprecher                                                                     | 81    |       |
| 21. Juni | Leopold Kretzenbacher                  | österreichischer Volkskundler und Kulturhistoriker                                                              | 94    |       |
| 21. Juni | Peter Liba                             | kanadischer Journalist und Manager, Vizegouverneur von Manitoba                                                 | 67    |       |
| 21. Juni | Marshall D. Shulman                    | US-amerikanischer Politikwissenschaftler                                                                        | 91    |       |
| 21. Juni | László Sillai                          | ungarischer Ringer                                                                                              | 64    |       |
| 21. Juni | Mary Ellen Solt                        | US-amerikanische Dichterin                                                                                      | 86    |       |
| 21. Juni | Gerrit Voges                           | niederländischer Fußballspieler                                                                                 | 74    |       |
| 22. Juni | Manuel Correia de Andrade              | brasilianischer Autor, Historiker, Geograph, Jurist und Hochschullehrer                                         | 84    |       |
| 22. Juni | Bernd Becher                           | deutscher Künstler                                                                                              | 75    |       |
| 22. Juni | Nancy Benoit                           | US-amerikanische Wrestling-Managerin                                                                            | 43    |       |
| 22. Juni | Luciano Fabro                          | italienischer Künstler                                                                                          | 70    |       |
| 22. Juni | Lenar Ildussowitsch Gilmullin          | russischer Fußballspieler                                                                                       | 22    |       |
| 22. Juni | Fritz Grieb                            | österreichischer Schauspieler                                                                                   | 78    |       |
| 22. Juni | Willy Holt                             | US-amerikanischer Artdirector und Production Designer                                                           | 85    |       |
| 22. Juni | William L. Hungate                     | US-amerikanischer Politiker                                                                                     | 84    |       |
| 22. Juni | George Kovacs                          | US-amerikanischer Designer                                                                                      | 80    |       |
| 22. Juni | Hans Krause-Wichmann                   | deutscher Ruderer                                                                                               | 81    |       |
| 22. Juni | Jacques Mbali                          | kongolesischer Geistlicher, Bischof von Buta                                                                    |       |       |
| 22. Juni | Dorothea Orem                          | US-amerikanische Pflegewissenschaftlerin                                                                        |       |       |
| 22. Juni | Horst Räcke                            | deutscher Maler, Grafiker und Buch-Illustrator                                                                  | 72    |       |
| 22. Juni | Georg Schaible                         | deutscher Maler und Grafiker                                                                                    | 100   |       |
| 22. Juni | Art Stevens                            | US-amerikanischer Regisseur, Trickfilmzeichner und Drehbuchautor                                                | 92    |       |
| 22. Juni | John Todd                              | britischer Mathematiker                                                                                         | 96    |       |
| 22. Juni | Georgi Petrowitsch Tschistjakow        | russischer Geistlicher, Philologe und Historiker                                                                | 53    |       |
| 22. Juni | Guy Vander Jagt                        | US-amerikanischer Politiker                                                                                     | 75    |       |
| 23. Juni | Brevard Childs                         | US-amerikanischer Alttestamentler                                                                               | 83    |       |
| 23. Juni | Derek Dougan                           | nordirischer Fußballspieler                                                                                     | 69    |       |
| 23. Juni | Konrad Honold                          | österreichischer Maler und Restaurator                                                                          | 88    |       |
| 23. Juni | Norbert Kraja                          | deutscher Politiker                                                                                             | 77    |       |
| 23. Juni | Hans Sennholz                          | deutscher Ökonom                                                                                                | 85    |       |
| 24. Juni | Chris Benoit                           | kanadischer Wrestler                                                                                            | 40    |       |
| 24. Juni | Giovanni Boselli                       | italienischer Comiczeichner                                                                                     | 82/83 |       |
| 24. Juni | Edouard Brunner                        | Schweizer Diplomat                                                                                              | 75    |       |
| 24. Juni | Emmerich Donau                         | österreichischer Architekt                                                                                      | 84    |       |
| 24. Juni | Yves-Maria Guy Dubigeon                | französischer Geistlicher, Bischof von Sées                                                                     | 80    |       |
| 24. Juni | Pete Eberling                          | US-amerikanischer Eisschnellläufer                                                                              | 55    |       |
| 24. Juni | Ernst Federn                           | österreichischer Psychoanalytiker                                                                               | 92    |       |
| 24. Juni | John James Flynt junior                | US-amerikanischer Politiker                                                                                     | 92    |       |
| 24. Juni | Léon Jeck                              | belgischer Fußballspieler                                                                                       | 60    |       |
| 24. Juni | Rudolf Maria Koppmann                  | deutscher Ordensgeistlicher, Apostolischer Vikar von Windhuk                                                    | 94    |       |
| 24. Juni | Manuel Acosta Larena                   | kubanischer Menschenrechtler                                                                                    | 48    |       |
| 24. Juni | Dietrich Morgenstern                   | deutscher Mathematiker                                                                                          | 82    |       |
| 24. Juni | Natasja                                | dänisch-sudanesische Reggae-, Dancehall- und Hip-Hop-Musikerin                                                  | 32    |       |
| 24. Juni | Akira Okeya                            | japanischer Anime-Drehbuchautor                                                                                 | 48    |       |
| 24. Juni | Hans Sturm                             | deutscher Fußballspieler                                                                                        | 71    |       |
| 24. Juni | Maurice Arthur Ponsonby Wood           | britischer Geistlicher, Evangelikaler anglikanischer Bischof von Norwich                                        | 90    |       |
| 25. Juni | Georges Bavaud                         | Schweizer römisch-katholischer Theologe                                                                         |       |       |
| 25. Juni | Erasmus Behm                           | deutscher Internist und Pharmazeut                                                                              | 67    |       |
| 25. Juni | Barry Beyerstein                       | kanadischer Psychologe                                                                                          | 60    |       |
| 25. Juni | Majoor Bosshardt                       | niederländische Offizierin der Heilsarmee                                                                       | 94    |       |
| 25. Juni | Cajo Brendel                           | niederländischer marxistischer Theoretiker                                                                      | 91    |       |
| 25. Juni | Liliane Chappuis                       | Schweizer Politikerin (SP)                                                                                      | 51    |       |
| 25. Juni | Klaus Hallen                           | deutscher Tänzer, Tanzsporttrainer und Choreograph im Bereich der Formationenssportes (Latein), Musiker und ... | 64    |       |
| 25. Juni | Wilhelm Hülsmann                       | deutscher Manager                                                                                               | 54    |       |
| 25. Juni | Leonid Nikolajewitsch Jefremow         | sowjetischer Politiker                                                                                          | 95    |       |
| 25. Juni | Jan Herman Linge                       | norwegischer Schiffbauingenieur                                                                                 | 85    |       |
| 25. Juni | Michel Lotito                          | französischer Schausteller                                                                                      | 57    |       |
| 25. Juni | Mahasti                                | iranische Sängerin                                                                                              |       |       |
| 25. Juni | Peter Horsey Marris                    | britisch-US-amerikanischer Soziologe, Städteplaner und Autor                                                    | 79    |       |
| 25. Juni | Adrian Mung’andu                       | sambischer Erzbischof von Lusaka                                                                                |       |       |
| 25. Juni | Rüdiger von Reichert                   | deutscher Militär, Generalleutnant der Bundeswehr und stellvertretender Generalinspekteur                       | 89    |       |
| 25. Juni | Jan Schrumpf                           | niederländischer Fußballspieler                                                                                 | 85    |       |
| 25. Juni | Paul Smith                             | US-amerikanischer Künstler                                                                                      | 85    |       |
| 25. Juni | Howard Sutermeister Merritt            | US-amerikanischer Kunsthistoriker und -sammler                                                                  | 92    |       |
| 25. Juni | Nina Vyroubova                         | russisch-französische Balletttänzerin                                                                           | 86    |       |
| 26. Juni | Lew Alexandrowitsch Besymenski         | russischer Autor, Historiker und Journalist                                                                     | 86    |       |
| 26. Juni | Liz Claiborne                          | US-amerikanische Modeschöpferin                                                                                 | 78    |       |
| 26. Juni | Jupp Derwall                           | deutscher Fußballtrainer und -spieler                                                                           | 80    |       |
| 26. Juni | Lucien Hervé                           | französischer Fotograf                                                                                          | 96    |       |
| 26. Juni | Jiři Keuthen                           | deutscher Maler                                                                                                 | 56    |       |
| 26. Juni | Luigi Meneghello                       | italienischer Autor                                                                                             | 85    |       |
| 26. Juni | Erich Milleker                         | deutscher Beamter                                                                                               | 64    |       |
| 27. Juni | Patrick Allotey                        | ghanaischer Fußballspieler                                                                                      | 28    |       |
| 27. Juni | Rudi Busse                             | deutscher Mediziner                                                                                             | 63    |       |
| 27. Juni | Géza Domokos                           | rumänischer Politiker ungarischer Nationalität                                                                  | 79    |       |
| 27. Juni | Concordia A. Gregorieff                | russische Adelige                                                                                               | 103   |       |
| 27. Juni | William Hutt                           | kanadischer Schauspieler                                                                                        | 87    |       |
| 27. Juni | Alf Olesen                             | dänischer Leichtathlet                                                                                          | 86    |       |
| 27. Juni | Dragutin Tadijanović                   | kroatischer Schriftsteller                                                                                      | 101   |       |
| 27. Juni | Albert Wattenberg                      | US-amerikanischer Kernphysiker                                                                                  | 90    |       |
| 27. Juni | Ursula Wirz                            | Schweizer Unternehmerin                                                                                         | 78    |       |
| 28. Juni | Eva Brummer                            | finnische Textilkünstlerin                                                                                      | 106   |       |
| 28. Juni | Peter Henschen                         | deutscher Politiker                                                                                             | 84    |       |
| 28. Juni | Abraham Klausner                       | reformjüdischer Rabbiner, Feldrabbiner und Captain in der United States Army                                    | 92    |       |
| 28. Juni | Sterling E. Lanier                     | US-amerikanischer Autor und Verleger                                                                            | 79    |       |
| 28. Juni | Miyazawa Kiichi                        | 78. Premierminister von Japan                                                                                   | 87    |       |
| 28. Juni | Peter Panka                            | deutscher Rockmusiker                                                                                           | 59    |       |
| 28. Juni | Anne Marie Trechslin                   | Schweizer Malerin, Holzschneiderin, Zeichnerin und Illustratorin                                                | 79    |       |
| 28. Juni | Peter Ulrich-Pur                       | österreichischer Präsident des Fechtverbandes (1971–1987)                                                       | 76    |       |
| 29. Juni | Frank W. Burke                         | US-amerikanischer Politiker                                                                                     | 87    |       |
| 29. Juni | Erika Danneberg                        | österreichische Autorin und Psychoanalytikerin                                                                  | 85    |       |
| 29. Juni | Orhan Doğan                            | kurdischer Politiker                                                                                            | 51    |       |
| 29. Juni | Harry B. Henshel                       | US-amerikanischer Unternehmer                                                                                   | 88    |       |
| 29. Juni | Joseph Martin Hernon Jr.               | US-amerikanischer Historiker und Autor                                                                          | 70    |       |
| 29. Juni | George McCorkle                        | US-amerikanischer Musiker und Songwriter                                                                        | 60    |       |
| 29. Juni | Franz Pomper                           | österreichischer Politiker (SPÖ), Landtagsabgeordneter im Burgenland                                            | 76    |       |
| 29. Juni | Helmut Rahn                            | deutscher Altphilologe                                                                                          | 87    |       |
| 29. Juni | Fred Saberhagen                        | US-amerikanischer Autor                                                                                         | 77    |       |
| 29. Juni | Joel Siegel                            | US-amerikanischer Filmkritiker                                                                                  | 63    |       |
| 29. Juni | Alojzij Šuštar                         | slowenischer Erzbischof von Ljubljana (1980–1997)                                                               | 86    |       |
| 29. Juni | Edward Yang                            | chinesischer Regisseur und Drehbuchautor                                                                        | 59    |       |
| 30. Juni | Herbert Bardenheuer                    | deutscher Maler, Zeichner und Fotograf                                                                          | 57    |       |
| 30. Juni | Gottfried von Bismarck                 | deutscher Unternehmer und Ururenkel des Reichskanzlers Otto von Bismarck                                        | 44    |       |
| 30. Juni | Hanggi Boller                          | Schweizer Eishockeyspieler und Eishockeytrainer                                                                 | 85    |       |
| 30. Juni | Luboš Hruška                           | tschechischer Soldat und politischer Gefangener in der Tschechoslowakei                                         | 79    |       |
| 30. Juni | Al Lirvat                              | französischer Jazz-Posaunist, Gitarrist und Komponist                                                           | 91    |       |
| 30. Juni | Maxim Iljitsch Sorokin                 | russischer Schachspieler                                                                                        | 39    |       |
| 30. Juni | Georg Staudacher                       | österreichischer Schauspieler und Regisseur                                                                     | 42    |       |
| 30. Juni | Robert E. Sweeney                      | US-amerikanischer Politiker (Demokratische Partei)                                                              | 82    |       |
| 30. Juni | Sahib Singh Verma                      | indischer Politiker                                                                                             | 64    |       |
| 30. Juni | Gerhard Zippel                         | deutscher Lokalpolitiker                                                                                        | 81    |       |
| Juni     | Franz Giegling                         | Schweizer Musikwissenschaftler                                                                                  | 86    |       |
| Juni     | Jørgen Kastholm                        | dänischer Architekt und Designer                                                                                | 76    |       |